# Bosc Llobregós
El Bosc Llobregós (Mirkwood en anglès) a l'univers creat per l'escriptor britànic J.R.R. Tolkien, és el nom que adoptà el Gran Bosc Verd després de l'arribada del Nigromant, l'any 1050 de la Tercera edat del sol. Es trobava a l'est del Gran Riu Ànduin, a la regió de la Terra Mitjana anomenada Rhovànion. Mirkwood es basa en Myrkviðr, la visió romàntica dels boscos foscos del nord d'Europa.
Després de la destrucció de Dol Guldur, el turó on es trobava la llar de Sàuron al sud del Bosc, aquest va ser rebatejat pels elfs com a Eryn Lasgalen, o Bosc de les Fulles Verdes, el 3019 T.E.

## Geografia

### Límits
El Bosc Llobregós és el bosc més gran de Rhovànion. Ocupa l'espai comprès entre les Muntanyes Grises (Èred Mithrin) al nord i les Terres Brunes al sud. Limita també amb el riu Ànduin i les seves valls a l'oest i amb el gran riu Cèlduin (el riu Corrent), el regne nan d'Erèbor a la Muntanya Solitària, el Llac Llarg i les immenses planes de l'est al límit oriental.

### Dins el Bosc
El Riu del Bosc travessava el Bosc Llobregós per la part nord, anant de nord-oest a sud-est i desembocant al Llac Llarg. Abans però, passava per les Cavernes del rei Thrànduil, on Thorin i els seus companys van ésser presoners durant el seu viatge a la Muntanya Solitària. El riu era utilitzat per al comerç entre els elfs boscans de Thrànduil i els homes d'Èsgaroth. Un dels afluents del Riu del Bosc era el riu Encantat, que naixia als pendents septentrionals de les Muntanyes Fosques (al nord-est). és a les valls que envolten les Muntanyes del Bosc Llobregós (o Muntanyes Fosques) on van habitar durant un temps els Elfs Boscans d'Oropher, pare de Thrànduil. Aquesta raça èlfica, va habitar també a les proximitats d'Amon Lanc, el Turó Nu, al sud-oest del Bosc, que més tard va ocupar el Nigromàntic per construir-hi Dol Guldur.
Eren molts els camins que creuaven el Bosc Llobregós, però el més important era el Vell Camí del Bosc, conegut també com a Men-I-Naugrim o Camí dels Nans. Durant la Segona Edat va ser la principal via de comunicació entre els pobles èlfics, els nans i els homes d'ambdós costats del bosc, encara que després de la batalla de Dàgorlad el camí va començar a caure en desús. Un altre camí important era el que van seguir Bilbo Saquet i la Companyia de Thorin Escut-de-roure. S'hi accedia per la Porta del Bosc al nord de Carrock de Beorn, l'home-os. Una sèrie de cataclismes naturals havien afectat la part nord del Bosc Llobregós durant la Tercera edat del sol, per la qual cosa molts dels camins oberts pels elfs havien desaparegut o es trobaven intransitables. Els pocs que quedaven, a finals de la T.E., eren poc freqüentats pels perills que s'hi trobaven, com per exemple, les aranyes.

#### Rhosgobel
Al llindar occidental del bosc, al nord del Vell Camí del Bosc i al sud de Carrock, s'hi podia trobar Rhosgobel, el lloc on habitava el mag Ràdagast el Bru, (anomenat així pel color de les seves robes). Ràdagast era un Maia, com Mithràndir (Gàndalf) o Sàruman el Blanc, enviat a la Terra Mitjana per ajudar els pobles lliures en la lluita contra Sàuron. Tot i així va fracassar, perquè només d'arribar va tenir tractes amb ocells i animals, i no va complir amb la seva missió: es va retirar als llindars del Bosc Llobregós amb tota mena de criatures silvestres.